# Coscinia incompleta
Coscinia incompleta là một loài bướm đêm thuộc phân họ Arctiinae, họ Erebidae.